# AlphaTauri AT03
Chronologie des modèles (2022)
AlphaTauri AT02 AlphaTauri AT04
L'AlphaTauri AT03 est la monoplace de Formule 1 engagée par l'écurie italienne AlphaTauri dans le cadre du championnat du monde de Formule 1 2022. Elle est pilotée par le Français Pierre Gasly, qui effectue sa sixième saison au sein de cette équipe, et le Japonais Yuki Tsunoda, présent depuis 2021. Les monoplaces sont motorisées par Red Bull Powertrains qui exploite le moteur conçu par Honda.

## Création de la monoplace
La livrée de la monoplace, majoritairement bleu nuit avec quelques touches de blanc renforcées par rapport à la livrée de la saison précédente, est présentée le 14 février 2022. Le moteur d'origine Honda est à présent sous la responsabilité de Red Bull qui en assure, pour la première fois de son histoire, le développement en qualité de motoriste indépendant .
Franz Tost, directeur d'AlphaTauri, fait noter que le plafonnement des dépenses instauré par la Formule 1 n'a pas aidé au développement optimum de sa monoplace cette saison qui, selon lui, ne peut pas rivaliser faute de moyens techniques que les grosses écuries ont déjà acquis.

## Résultats en championnat du monde de Formule 1
| Saison | Écurie              | Moteur                                     | Pneus   | Pilotes      | Courses | Courses | Courses | Courses | Courses | Courses | Courses | Courses | Courses | Courses | Courses | Courses | Courses | Courses | Courses | Courses | Courses | Courses | Courses | Courses | Courses | Courses | Points inscrits | Classement |
| Saison | Écurie              | Moteur                                     | Pneus   | Pilotes      | 1       | 2       | 3       | 4       | 5       | 6       | 7       | 8       | 9       | 10      | 11      | 12      | 13      | 14      | 15      | 16      | 17      | 18      | 19      | 20      | 21      | 22      | Points inscrits | Classement |
| ------ | ------------------- | ------------------------------------------ | ------- | ------------ | ------- | ------- | ------- | ------- | ------- | ------- | ------- | ------- | ------- | ------- | ------- | ------- | ------- | ------- | ------- | ------- | ------- | ------- | ------- | ------- | ------- | ------- | --------------- | ---------- |
| 2022   | Scuderia AlphaTauri | Red Bull Powertrains V6 turbo hybride H001 | Pirelli |              | BAH     | SAU     | AUS     | EMI     | MIA     | ESP     | MON     | AZE     | CAN     | GBR     | AUT     | FRA     | HON     | BEL     | P-B     | ITA     | SIN     | JAP     | USA     | MEX     | SAO     | ABU     | 35              | 9e         |
| 2022   | Scuderia AlphaTauri | Red Bull Powertrains V6 turbo hybride H001 | Pirelli | Pierre Gasly | Abd.    | 8e      | 9e      | 12e     | Abd.    | 13e     | 11e     | 5e      | 14e     | Abd.    | 15e     | 12e     | 12e     | 9e      | 11e     | 8e      | 10e     | 18e     | 14e     | 11e     | 14e     | 14e     | 35              | 9e         |
| 2022   | Scuderia AlphaTauri | Red Bull Powertrains V6 turbo hybride H001 | Pirelli | Yuki Tsunoda | 8e      | Np.     | 15e     | 7e      | 12e     | 10e     | 17e     | 13e     | Abd.    | 14e     | 16e     | Abd.    | 19e     | 12e     | Abd.    | 14e     | Abd.    | 13e     | 10e     | Abd.    | 17e     | 11e     | 35              | 9e         |

Légende : ici 